# Federace Mali
Federace Mali (arabsky اتحاد مالي) byl krátkodobě existující stát v Africe. Vznikl 17. ledna 1959 jako unie mezi Senegalem a Mali, tehdy známém jako Francouzský Súdán. Zcela nezávislým na Francii se stal 20. června 1960.

## Historie

### Před vyhlášením Federace
V lednu 1957 založil Léopold Sédar Senghor v Dakaru Africký konvent (Convention Africaine), který měl koordinovat blížící se dekolonizaci Francouzské západní a Francouzské rovníkové Afriky. Strana se příštího roku přeměnila v Pokrokovou senegalskou unii (Union Progressiste Senegalaise), jež byla sekcí Strany afrického přeskupení.
Na základě nové Ústavy Francouzského společenství si mohly jednotlivé kolonie vybrat mezi přidružením k Francii nebo samostatností. Francouzský Súdán vyhlásil autonomii 24. listopadu 1958, Senegal o den později.
Jednání o vytvoření Federace Mali probíhalo v prosinci 1959 v Bamaku. Očekávalo se, že k Senegalu a autonomnímu Súdánu přistoupí i Dahome a Horní Volta. Formálně byla federace vyhlášena 17. ledna v Dakaru, ale Dahome a Horní Volta ze svazku vystoupily.

### Cesta k nezávislosti a k rozpadu
V březnu 1959 byla vytvořena nová vládnoucí Strana africké federace (Parti de la Federation Africaine). Ve volbách o měsíc později se stal předsedou vlády Modibo Keïta, jeho náměstkem Mamadou Dio a předsedou parlamentu Léopold Sédar Senghor. Vláda sídlila v Dakaru. Jednání o vyhlášení plné nezávislosti probíhalo od srpna 1958, ale korunováno úspěchem bylo až v Paříži 4. dubna 1960 podpisem smlouvy o předání pravomocí. Nezávislost byla vyhlášena 20. června.
Nový stát ale nepřežil už první zatěžkávací zkoušku. Během přípravy prezidentských voleb došlo ke sporům mezi představiteli Súdánu a Senegalu. Ten vyústil až ve vystoupení Senegalu a faktický rozpad federace dne 20. srpna. Vznikly tak dva nezávislé státy: Mali (dřívější Francouzský Súdán) a Senegal.